# Scoob!
Scoob! je americký animovaný film z roku 2020. Režie se ujali Tony Cervone a scénáře Matt Lieberman, Adam Sztykiel, Jack Donaldson a Derek Elliott. V původním znění postavy namluvili Will Forte, Mark Wahlberg, Jason Isaacs, Gina Rodriguez, Zac Efron, Amanda Seyfriedová, Kiersey Clemons, Ken Jeong, Tracy Morgan, Simon Cowell a Frank Welker.

## Obsazení
- Frank Welker jako Scooby-Doo
- Will Forte jako Norville 'Shaggy' Rogers
- Mark Wahlberg jako Brian Crown / Blue Falcon
- Jason Isaacs jako Dick Dastardly
- Gina Rodriguez jako Velma Dinkley
- Zac Efron jako Fred Jones
- Amanda Seyfriedová jako Daphne Blake
- Kiersey Clemons jako Dee Dee Skyes
- Ken Jeong jako Dynomutt the Dog Wonder
- Tracy Morgan jako Captain Caveman
- Simon Cowell jako on sám
- Christina Hendricks jako Officer Jaffe
- Henry Winkler jako Keith
- Harry Perry jako on sám
- John DiMaggio jako Restaurant Owner
- Kevin Heffernan jako Officer Gary
- Ira Glass jako on sám
- Henry Kaufman jako Chad a Chet
- Maya Erskine jako Judy Takamoto
- Billy West jako Muttley
- Fred Tatasciore jako Cerberus
- Justina Machado jako Jamie Rivera
- John McDaniel jako Hal Murphy
- Pam Coats jako Mrs. Rogers
- Adam Sztykiel jako Officer Casey
- Alex Kaufman jako Officer North
- Vanara Taing jako Dusty/Baby Rotten
- Sarah Lancia jako Dispatcher Stevens